# Grip Inc.
Grip Inc. er et groove metal/thrash metal band, som består af Slayers trommeslager Dave Lombardo samt Gus Chambers (sang) og Waldemar Sorychta (guitar). Bandet blev dannet i 1993, og har i øjeblikket kontrakt med SPV Records.

## Diskografi
- 1995: Power of Inner Strength
- 1997: Nemesis
- 1999: Solidify
- 2004: Incorporated
- 2015: Hostage To Heaven EP